# EC Avenida
EC Avenida is een Braziliaanse voetbalclub uit Santa Cruz do Sul in de staat Rio Grande do Sul. De club telt anno 2017 het meeste aantal seizoenen in de tweede klasse van het Campeonato Gaúcho.

## Geschiedenis
De club werd opgericht in 1944 door leden van FC Santa Cruz. Van 1963 tot 1970 speelde de club in de tweede klasse van de staatscompetitie. Nadat de club in 1971 en 1973 deelnam aan de hoogste klasse fuseerden ze in 1974 met stadsrivaal Santa Cruz tot Associação Santa Cruz de Futebol, omdat ze financiële problemen hadden. In 1978 werd de fusie ontbonden en gingen beide clubs weer hun eigen weg. Nadat de club in 1979 degradeerde uit de hoogste klasse speelden ze nog tot 1991 in de tweede klasse en dan werd de voetbalafdeling van de sportclub gesloten. In 1998 nam de club opnieuw deel aan de competitie en werd meteen vicekampioen en promoveerde weer. Na drie seizoenen degradeerde de club weer. Ze keerden daarna nog terug van 2009 tot 2010 en eenmalig telkens in 2012 en 2015. In 2018 keerde de club opnieuw terug en bereikte de tweede ronde, waar ze Caxias uitschakelden. In de halve finale was mastodont Grêmio te sterk, maar het leverde wel een plek op in de nationale Série D 2019. De club won aan het einde van het jaar ook de staatsbeker. In de Série D 2019 bereikte de club de tweede ronde, waarin ze verloren na strafschoppen van staatsgenoot Caxias.

## Erelijst
Copa FGF
2018